# Charles Graner
Charles A. Graner Jr. (* 1968 in Pittsburgh, Pennsylvania) ist ein ehemaliger, unehrenhaft entlassener US-amerikanischer Soldat der United States Army Reserve. Er erlangte als Hauptbeteiligter des Abu-Ghuraib-Folterskandals weltweite Bekanntheit.

## Leben
Charles Graner wuchs in Baldwin, Allegheny County, Pennsylvania, einem Vorort von Pittsburgh, auf. Nach seinem Highschool-Abschluss 1986 besuchte Graner zwei Jahre lang die University of Pittsburgh, bevor er sein Studium abbrach, um von April 1988 bis 1996 in der Marine Corps Reserve zu dienen. Er hat während der Operation Desert Storm gedient und als Vollzugsbeamter in einem Hochsicherheitsgefängnis in der State Correctional Institution Greene in Pennsylvania, als Gefangenenaufseher gearbeitet.

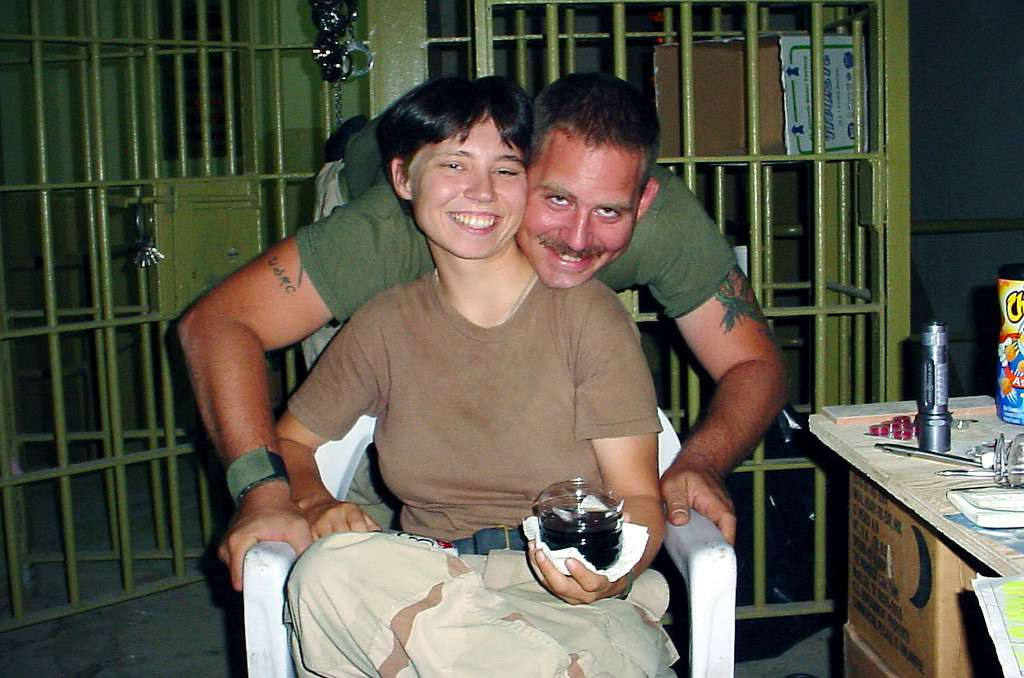
Lynndie England und Charles Graner im Gefängnis von Abu Ghuraib

Er ließ sich auf dem rechten Arm das Adler-Tattoo des Marine Corps und die Buchstaben „USMC“ auf seinen oberen rechten Bizeps tätowieren.
Im Jahr 1990 heiratete Graner die 19-jährige Staci M. Dean aus Ohiopyle, Pennsylvania. Das Paar bekam zwei Kinder. 2001 wurde er von seiner Frau mit den Kindern verlassen. Er hatte sich schuldig bekannt, seiner Ex-Frau nachgestellt und sie geschlagen zu haben. Seinen Job als Gefangenenaufseher hat er noch im selben Jahr verloren.
Er trat daraufhin der Army Reserve bei. Im Herbst 2003 hat er die Aufgabe bekommen, Häftlinge im Gefängnis Abu Ghuraib in der irakischen Hauptstadt Bagdad zu bewachen. Graner heiratete im April 2005 Megan Ambuhl, die wegen der Folterungen in Abu Ghuraib degradiert und zu einer Geldstrafe verurteilt worden war. Mit Lynndie England hat er ein gemeinsames Kind.
Graner war ein besonders gläubiges und aktives Mitglied der Bread of Life Tabernacle, einer evangelikalen Kirche in Uniontown, Pennsylvania. Dort besuchte er auch, nur wenige Monate vor seinem zweiten Einsatz im Irak, gemeinsam mit Lynndie England die Kirchengemeinde.

## Ruf als Gefängniswärter
1994 begann er als Justizvollzugsbeamter im Fayette County Prison zu arbeiten. Graner wurde beschuldigt, einem neuen Gefängniswärter Pfefferspray in den Kaffee gesprüht zu haben, was dazu führte, dass er krank wurde.
Im Jahre 1996 bekam Graner einen neuen Job, im neuen Hochsicherheitsgefängnis des Staates im benachbarten Greene County in Pennsylvania. Fast 70 % der Insassen waren schwarz, viele von ihnen aus Großstädten, aber es lag in einem ländlichen Teil des Staates und mehr als 90 % der Wärter waren weiß. Die Wärter des Gefängnisses wurden beschuldigt, Gefangene zu schlagen und sexuell zu missbrauchen und Leibesvisitationen vor den Augen anderer Gefangener durchzuführen. Der Neuling Graner war in diese Affäre nicht verwickelt. 1998 wurden zwei Wärter entlassen und 20 weitere wurden wegen der Misshandlung von Gefangenen suspendiert, degradiert oder mit einem Verweis belegt.
1998 beschuldigte ein Gefangener Graner und drei andere Wärter, eine Rasierklinge in sein Essen gesteckt zu haben, was dazu führte, dass sein Mund blutete, als er es aß. Der Gefangene beschuldigte die Wärter, zuerst seine Hilfeschreie ignoriert und ihn dann geschlagen und getreten zu haben, als sie ihn zur Krankenschwester brachten. Graner wurde beschuldigt, ihm gesagt zu haben: „Halt die Klappe, Nigger, bevor wir dich umbringen.“ Die Anschuldigungen wurden bestritten; obwohl ein Bundesrichter entschied, dass die Anschuldigungen „in der Tat und im Recht vertretbar“ waren, wurde der Fall abgewiesen, als der Gefangene nach seiner Entlassung verschwand. Graner und vier weitere Wärter wurden beschuldigt, einen anderen Gefangenen geschlagen zu haben, der absichtlich seine Zelle geflutet hatte, Proteste gegen die Todesstrafe verspottet zu haben, rassistische Beleidigungen benutzt zu haben und einem muslimischen Gefangenen gesagt zu haben, er hätte sein ganzes Essenstablett mit Schweinefleisch eingerieben.
Ein zweiter Prozess, in den Graner verwickelt war, wurde von einem Gefangenen angestrengt, der behauptete, die Wärter hätten ihn gezwungen, auf einem Fuß zu stehen, während sie ihm Handschellen anlegten und ihm ein Bein stellten. Diese Behauptung wurde jedoch als zu spät im Rahmen der Verjährungsfrist gemacht.
Charles Graner hat auch ein Vorstrafenregister bei der SCI-Greene, die lautet:
- Verweis im Dezember 1997 wegen Verspätung und Unzuverlässigkeit;
- Suspendierung für einen Tag im Oktober 1998 wegen Unpünktlichkeit;
- Suspendierung für ähnliche Vergehen für fünf Tage im März 1999;
- Suspendierung für ähnliche Vergehen für fünf Tage im Februar 2000 als eine „letzte Warnung“; einen Monat, nachdem die Scheidung offiziell wurde.

Der verantwortliche Hauptmann sagte, Graner habe ihm nur gesagt, dass er seine Kinder abholen müsse, und den Eindruck erweckt, dass er wie angeordnet zurückkommen würde. Graner kam nie zurück und wurde am 17. Juli 2000 gefeuert.

## Golfkrieg
Graner war bereits im Zweiten Golfkrieg als Reservist des United States Marine Corps eingesetzt, unter anderem mit seiner Einheit für die Bewachung des damals größten Kriegsgefangenenlagers an der kuwaitisch-irakischen Grenze mit 20.000 Gefangenen.
Im Rahmen der Besetzung des Irak nach dem dritten Golfkrieg war er als Soldat der US-Armee, bei deren Reserve er sich zwischenzeitlich verpflichtet hatte, als Militärpolizist im von US-Truppen betriebenen Abu-Ghuraib-Gefängnis eingesetzt. 2004 tauchten Fotos von dort auf, die Angehörige der US-Streitkräfte bei Folterungen und entwürdigenden Behandlungen von Gefangenen zeigten. Graner wurde als Anführer dieser Taten angesehen, behauptete jedoch, nur Befehle höherer Stellen befolgt zu haben. Beweisen konnte er dies nicht.

## Aussagen von ehemaligen Abu-Ghuraib-Häftlingen

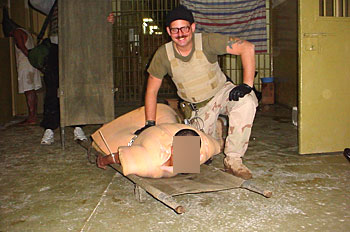
Graner mit einem in Matten gewickelten Gefangenen im Abu-Ghuraib-Gefängnis

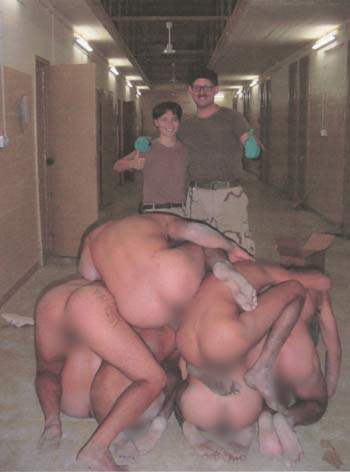
Aufstellung von nackten Häftlingen als menschliche Pyramide in Abu Ghuraib

„They stripped me from my clothes and all the stuff that they gave me and I spent 6 days in that situation. […] And approximately at 2 at night, the door opened and Graner was there. He cuffed my hands behind my back and he cuffed my feet and he took me to the shower room. […] And then Graner and another man, who looked like Graner but doesn’t have glasses, and has a thin moustache, and he was young and tall, came into the room. They threw pepper on my face and the beating started. This went on for half an hour. And then he started beating me with the chair until the chair was broken. And they started choking me. At that time I thought I was going to die, but it’s a miracle I lived. And then they started beating me again. They concentrated on beating on my heart until they got tired from beating me. They took a little break and then they started kicking me very hard with their feet until I passed out.“
Übersetzung: „Sie entkleideten mich und nahmen mir alle Sachen, die sie mir gaben und ich verbrachte 6 Tage in diesem Zustand. [...] Und ungefähr um 2 Uhr nachts ging die Tür auf und es war Graner da. Er fesselte meine Hände hinter meinem Rücken und er fesselte meine Füße und brachte mich in den Duschraum. [...] Und dann kamen Graner und ein anderer Mann, der wie Graner aussah, aber keine Brille trug und einen dünnen Schnurrbart hatte und jung und groß war, in den Raum. Sie warfen Pfeffer auf mein Gesicht und dann begannen die Prügel. Dies ging für eine halbe Stunde so. Und dann begann er, mich mit einem Stuhl zu schlagen, bis dieser Stuhl zerbrach. Und dann fingen sie an, mich zu erwürgen. Zu jener Zeit dachte ich, ich würde sterben, aber es ist ein Wunder, dass ich überlebt habe. Und dann fingen sie wieder an, mich zu schlagen. Sie konzentrierten sich darauf, auf mein Herz zu schlagen, bis sie vom Schlagen müde waren. Dann legten sie eine Pause ein und dann begannen sie mich sehr hart mit ihren Füßen zu treten, bis ich ohnmächtig wurde“. 
Aussage 0003-04-C1 D 149-B 31 30 (letzte Ziffer unleserlich) von Mohanded Juma Juma, Häftling Nr. 152307.
In den Transkripten der Aussagen zahlreicher Opfer und Zeugen finden sich Beschreibungen wie die folgende: „Sie haben sie geschlagen, bis sie auf dem Boden zusammenbrachen, und einer von ihnen hatte eine verletzte Nase, und sie blutete. […] Dann kam der Doktor, um die Wunde zu nähen, und Graner bat den Arzt, ihm doch das Nähen beizubringen, und wirklich, der Wärter lernte. Er nahm Nadel und Faden und setzte sich hin, um die Wunde zuzunähen, und ein anderer Mann kam, um Fotos vom Verwundeten zu machen.“ Oder: „Es gab auch einen Übersetzer. Abu Adell, den Ägypter. Der half Graner und Davis und den anderen.“
An seinem ersten Tag in Abu Ghuraib versteckte sich Taha im hinteren Teil seiner Zelle. Er war nackt und schämte sich dafür.
Am zweiten Tag kamen drei Soldaten zu ihm, eine Frau und zwei Männer. Die Frau sagte, dass sie Sex mit ihm haben wolle. Taha antwortete: Das könne er nicht, das sei gegen seinen Glauben. Die Frau lachte ihn aus: „Du bist wohl ein Wahabit, was?“ Dann fesselten die beiden Männer Taha ans Stockbett, seine Arme ausgebreitet, er stand da wie Jesus am Kreuz. Die Frau küsste ihn am Hals. Taha spuckte ihr ins Gesicht. Das reichte ihr wohl, sie und die Männer verschwanden. Ein paar Minuten später tauchten sechs andere Soldaten auf, sie hatten Holzstöcke dabei und prügelten Taha, bis er bewusstlos war. Es dauerte eine Weile, bis sie ihn wieder besuchten.
Diesmal nahmen sie ihn in einen Verhörraum mit. Sie fesselten ihm die Hände auf dem Rücken, zogen einen Strick um seine Brust, sodass das Seil unter seinen Achseln feststeckte, und hängten ihn an der Decke auf. […] Nach dem Verhör haben sie Taha in seine Zelle zurückgebracht und ihn auf dem Boden liegen gelassen, wie achtlos weggeworfenen Müll. Die Schusswunde an seinem Bein blutete. Er konnte die nächsten Tage nicht einmal mehr zur Toilette robben und pinkelte und kotete sich ein.

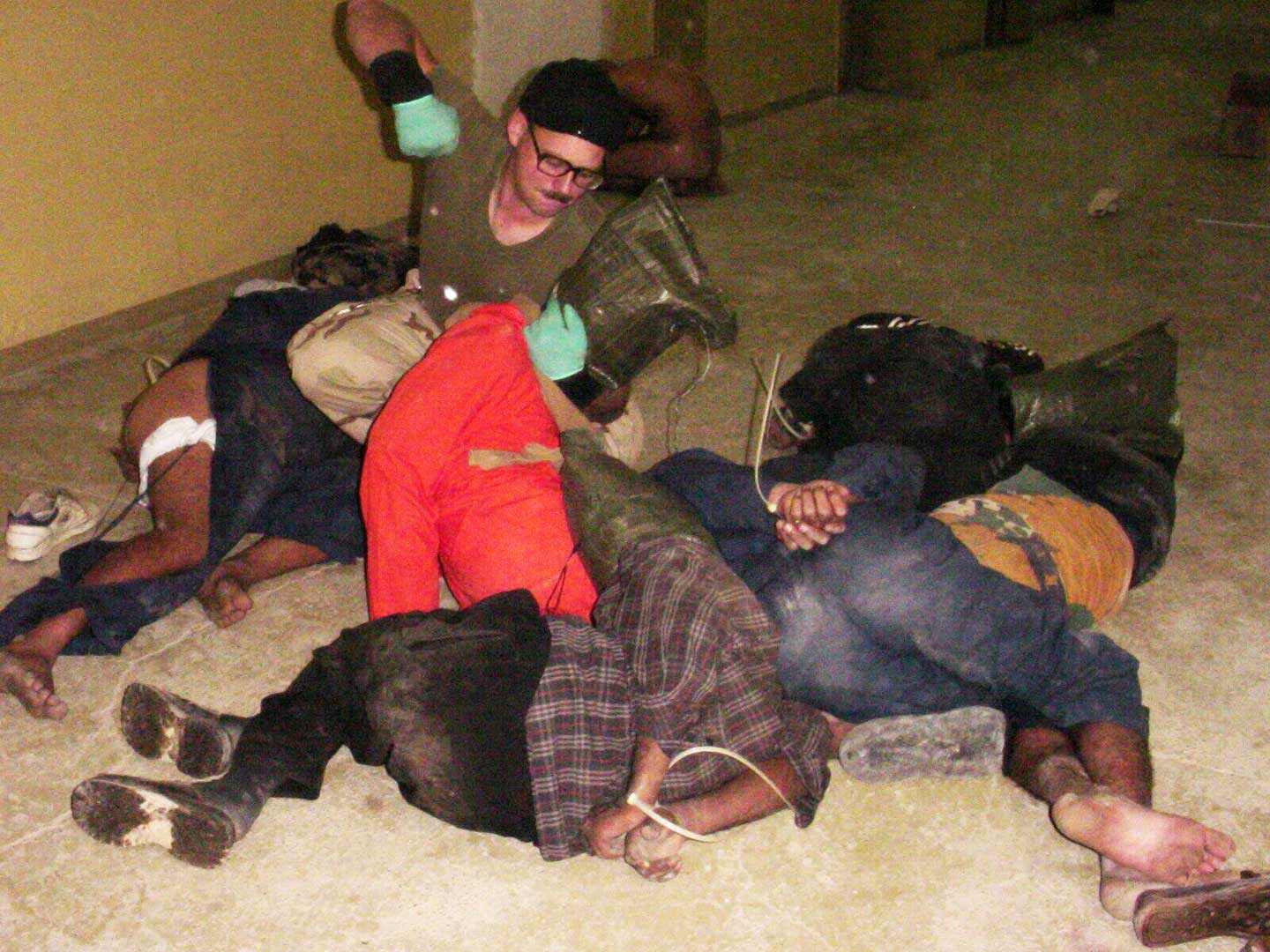
Misshandlung von Häftlingen durch Charles Graner

Taha Yaseen Arraq Rashid Häftling Nr. 150803.
„Graner und seine Begleiter waren es, die folterten. Sie waren die Experten“, sagte Scheich in einer im Gerichtssaal von Fort Hood im Bundesstaat Texas gezeigten Video-Aussage. Damit grenzte er den angeklagten US-Soldaten gegen Offiziere und Mitarbeiter von privaten Sicherheitsdiensten ab, die die Verhöre führten. Diese seien meist nicht an den Misshandlungen beteiligt gewesen. Scheich hatte auf Seiten der Iraker gegen die US-Armee gekämpft und war bei einer Gefängnismeuterei in Abu Ghuraib im Oktober 2003 am Bein und an der Brust verletzt worden.
„Graner vertritt diese gestörten Menschen“, sagte der Zeuge in seiner im vergangenen Monat aufgenommenen Befragung weiter. Der US-Offizier sei auf sein verletztes Bein gesprungen und habe ihn mit einem Metallstab auf seine Wunden geschlagen. Ein anderes Mal habe Graner ihn gezwungen, Schweinefleisch zu essen, Alkohol zu trinken und die islamische Religion schlechtzumachen, sagte Amin weiter. Graner habe Vergnügen bei den Misshandlungen empfunden. „Er lachte, pfiff und sang“, berichtete Scheich.
Der frühere Häftling Hussein Matar sagte aus, die Soldaten „folterten uns, als ob es Theater für sie wäre, sie lachten“. Der wegen Autodiebstahls in Abu Ghuraib inhaftierte Mann berichtete, wie er brutal geschlagen wurde. Er sei gezwungen worden, sich nackt auszuziehen und vor anderen Häftlingen zu masturbieren, bevor er auf einen Haufen von Gefangenen gestoßen worden sei.

## Graners Verurteilung
Am 14. Januar 2005 wurde er wegen Folterung irakischer Kriegsgefangener zu zehn Jahren Freiheitsstrafe verurteilt. Auch unmittelbar nach dem Prozess zeigte Graner keinerlei Reue und versuchte, seine Taten zu rechtfertigen. Zwar wisse er als Christ, dass sein Verhalten falsch gewesen sei, doch sei er damals von der Richtigkeit seines Handelns überzeugt gewesen. Als Soldat habe er zu gehorchen und die Befehle von Vorgesetzten bedingungslos auszuführen.
Am 6. August 2011 wurde Graner, als letzter der Verurteilten, nach gut sechseinhalb Jahren Haft wegen guter Führung und Teilnahme an Arbeitsprogrammen vorzeitig aus dem Hochsicherheitsgefängnis United States Disciplinary Barracks in Fort Leavenworth entlassen, blieb aber bis Dezember 2014 unter Bewährungsaufsicht.